# Tours (zámek)
Zámek Tours (francouzsky Château de Tours) se nachází ve městě Tours v departementu Indre-et-Loire, region Centre-Val de Loire a patří k
zámkům na Loiře. Jeho existence se datuje od 11. století.
V roce 2000 zde bylo otevřeno akvárium ve kterém je možné vidět více než 200 druhů ryb. Na zámku se nachází expozice malířských děl autorů mezi něž patří Joan Miró, Daniel Buren aj., dále pak expozice historie regionu Touraine i audiovizuální projekce dějin města Tours.